# Setjna
Setjna (vitryska: Сечна) är ett vattendrag i Belarus.   Det ligger i voblasten Vitsebsks voblast, i den norra delen av landet, 180 km nordost om huvudstaden Minsk.
I omgivningarna runt Setjna växer i huvudsak blandskog. Runt Setjna är det glesbefolkat, med 14 invånare per kvadratkilometer.